# Teleport (オープンソースソフトウェア)
Teleportは、サーバーとクラウドアプリケーションに対して、SSH、Kubernetes、HTTPSを使用してゼロトラストのアクセスを提供するオープンソースのツールである。ビルトインのプロキシを経由してSSH、Kubernetesクラスタ、クラウドアプリケーション経由の単一のゲートウェイを提供することで、VPNの必要性を排除できる。
Teleportは、Gravityプロジェクトで利用するために、制限・規制された環境へセキュアなソフトウェアデプロイを可能にするオープンソースのライブラリとして開発が始まった。Teleportは2016年にGravitational Inc.によるスタンドアロンのツールとしてオープンソース化された。現在、Samsung、NASDAQ、IBMなどで利用されている。テクノロジーセキュリティ企業のCure 53やDoyensecなどが公開監査を行っている。
Teleportの代替ツールとしては、BastionやstrongDMがある。

## 歴史
Teleportは、Kubernetesベースのアプリケーションデプロイとコンプライアンスに特化したGravitational Incで作成された。後にTeleportになったセキュリティゲートウェイプロトコルは、同じくGravitationalが構築したGravityと呼ばれるリモートアプリケーション管理プラットフォームに由来する。Gravitationalは2015年のY Combinator cohortのメンバーだった。Teleportは2016年6月にリリースされた。
Teleport 3.0は2018年10月にリリースされ、Kubernetesとのインテグレーションが導入された。バージョン4.0は2019年にリリースされ、IoTインフラと製品向けのサポートが追加された。
オープンソースバージョンのTeleportはTeleport Communityとして知られ、GitHubでダウンロードできる。Gravitational Incは商用版のTeleport Enterpriseも提供しており、role-based access control（RBAC）などの機能が利用できる。

## 機能
Teleportは以下のような機能があり、詳細はGitHubに書かれている。

### アクセスプロキシ
Teleport proxyは、複数のデータセンター、クラウドプロバイダー、エッジデバイスを横断する、サーバー、アプリケーション、KubernetesクラスタへのSSHとHTTPSのアクセスを提供する。Teleport proxyはidentity-awareであるため、GitHub、Google Apps、Okta、Active DirectoryなどのIDマネージャーと統合することで、証明書ベースの認証のみを許可する。

### 監査ログ
Teleportはインストールしたすべてのサーバーのシステムイベントをコンプライアンス目的で監査ログに収集する。監査可能なイベントには、認証の試行、ファイル転送、ネットワークセス族、SSHセッション中のファイルシステムの変更などがある。監査ログは暗号化ファイルシステム、Amazon DynamoDB、その他のクラウドデータストアに保存できる。

### セッションの記録
Teleportは、SSHとKubernetesのプロトコルのインタラクティブなユーザーセッションを記録し、監査ログに保存する。保存されたセッションはビルトインのセッションプレイヤーでリプレイできる。

### IoTのアクセス
Teleportを実行しているサーバーは、たとえセルラーネットワークを使用していた場合でも、物理的な場所に関わらずクライアントからアクセスできる。

### 動的な認証
Teleportのユーザーは権限が、必要なタスクを完了するために一時的なパーミッションの昇格をリクエストできる。そうしたリクエストは、Teleport APIを介して実装した、Slack、Mattermost、カスタムワークフローなどのchat opsのツールを経由して承認または拒否できる。

### Web UI
Teleport Proxyは、設定、SSHおよびKubernetes経由のサーバーアクセスの、監査ログへのアクセスのために、ウェブベースのクライアントを提供する。
Teleportは、ビルドとコンパイルために最低1GBの仮想メモリを必要とする。

## アーキテクチャ
TeleportはGo言語で書かれており、Linux、macOS、いくつかのBSDの変種でUNIX互換オペレーティングシステムで動作する。Teleportは2種類の実行可能ファイル、tsh （コマンドラインクライアント）とteleport（サーバーデーモン）から構成される。
teleportサーバーデーモンは以下のモードで実行できる。
- Node。このモードでは、デーモンは自身が動作しているサーバーへのSSHとKubernetesのアクセスを提供する。
- Proxy。このモードでは、デーモンはTeleportがサポートするすべてのプロトコルに対してidentity-awareなプロキシとして動作する。現在、これにはSSH、HTTPS、Kubernetes APIがある。
- Auth Server。このモードでは、デーモンは他のすべてのデーモンが認証に利用しなければならない認証局として動作する。認証サーバーはユーザーとサーバーのために証明書を発行し、監査ログを記録する。

## 商用の実装
Teleportの商用ユーザーには、Samsung、NASDAQ、IBM、Ticketmaster、Epic Gamesがいる。